# 2025年威斯康星州第一号议题公投
2025年威斯康星州第一号议题公投（英語：2025 Wisconsin Question 1）是一次旨在决定是否修改威斯康星州宪法的投票。该公投提议在州宪法中新增一项条款，要求选民在投票时出示有效的照片身份证明。此前，威斯康星州已有相关法律要求选民在投票时提供照片身份证明，但此次修宪旨在将这一要求写入宪法，以使其更难被未来的立法或司法行动所推翻。密尔沃基选民现场提前投票日期为3月18日至3月30日，所有选民均可在3月27日下午5点之前以任何理由申请缺席选票。

## 背景
2016年，威斯康星州通过了一项法律，规定选民在进行登记投票或投票时必须出示带有照片的身份证明文件，该法律至今仍然有效。在2020年大选之后，第106届威斯康星州议会的共和党成员决定将带照片身份证件的要求纳入威斯康星州宪法，以使该要求在未来更难以被废除。根据威斯康星州的宪法修正案正常程序，第106届议会通过了一项联合决议，明确了新的修正案内容。两年后，第107届威斯康星州议会再次采纳并通过了该决议。在这两个会期内，该决议均获得了共和党的支持，而民主党则普遍表示反对。在第二次通过后，该修正案进入了最后阶段，即需经过公众投票以获得批准，投票定于2025年4月1日的下次选举中进行。该修正案并不意味着对现行法律做出修改，但未来若要废除选民身份证要求则需要通过新的宪法修正案来实现。。

## 各方背书
组织
- 威斯康星州美国公民自由联盟[7]
- 威斯康星州美国女性选民联盟[8]

## 投票结果
| 选项   | 得票数    | %       |
| ------ | --------- | ------- |
| 同意   | 1,436,404 | 62.8%   |
| 不同意 | 852,186   | 37.2%   |
| 总票数 | 2,288,134 | 100.00% |